# Maryam Keshavarz
Maryam Keshavarz (* 9. Juni 1975, New York City, New York State, USA) ist eine iranisch-US-amerikanische Filmproduzentin, Filmregisseurin und Drehbuchautorin.

## Leben
Keshavarz machte einen Bachelorabschluss in Vergleichender Literaturwissenschaft an der Northwestern University und einen MA an der University of Michigan im Fach Nahoststudien. Bevor sie sich dem Filmen zuwandte war sie einige Zeit als Wissenschaftlerin in der Abteilung Literatur und Linguistik an der Universität Schiras im Iran tätig.
An der zur New York University gehörenden Tisch School of the Arts erhielt Keshavarz den Grad Master of Fine Arts (MFA) in der Abteilung Regie. Seit dem Jahre 2003 war sie mit mehreren Filmen erfolgreich, bei denen sie jeweils Produzentin, Regisseurin und Drehbuchautorin war.
Im Jahr 2023 erhielt sie für The Persian Version eine weitere Einladung zum Sundance Film Festival.
Keshavarz ist bisexuell.

## Filmografie (Auswahl)
- 2003: Kurzfilm; Familiar Fruit
- 2003: The Color of Love
- 2006: Not for Sale
- 2006: Der Tag an dem ich Starb (The Day I died), ausgezeichnet 2006 am Vorabend der Berlinale mit dem Teddy Award
- 2011: Sharayet-Eine Liebe in Teheran (Circumstance), ausgezeichnet 2011 mit dem Sundance Film Festival/Publikumspreis – Bester Spielfilm[1]
- 2023: The Persian Version